# Streifenraupenfänger
Der Streifenraupenfänger (Coracina lineata), auch  Gelbaugen-Raupenfänger genannt, ist ein Singvogel aus der Familie der Raupenfänger (Campephagidae), der zur Avifauna Australiens  und Neuguineas gehört.
Es werden mehrere Unterarten unterschieden. Die IUCN stuft den Bestand dieser Art als nicht gefährdet (least concern) ein.

## Merkmale
Der Streifenraupenfänger erreicht eine Körperlänge von 24 bis 29 Zentimeter. Die Flügelspannweite beträgt etwa 49 Zentimeter, das Gewicht liegt durchschnittlich bei 100 Gramm. Er ist damit ein mittelgroßer Stachelbürzler, der deutlich kleiner ist als der Schwarzgesicht-Raupenfänger, der teilweise im gleichen Verbreitungsgebiet vorkommt. Es besteht kein auffälliger Geschlechtsdimorphismus.

### Adulte Vögel
Bei den adulten Streifenraupenfängern sind Kopf, Hals und Körperoberseite blaugrau. Vom Schnabel verläuft als sogenannter Zügel ein breiter, kurzer schwarzer Streifen. Das mittlere Steuerfederpaar ist blaugrau hat am Ende ein breites schwarzes Band. Die übrigen Steuerfedern sind schwärzlich.
Kinn, Kehle und Vorderbrust sind blaugrau, die übrige Körperunterseite ist gleichmäßig und auffällig schwarz und weiß quergebändert. Der Schnabel ist schwarz, die Iris ist blassgelb und fällt gegenüber dem schwarzen Zügel und dem grauen Kopf sehr auf. Der Orbitalring ist schwarz. Die Beine und Füße sind dunkelgrau bis schwarz. Im Verhältnis zur Körpergröße sind die Beine kurz.

### Jungvögel
Bei den Jungvögel sind Kopf, Hals, Körperoberseite und Brust dunkelbraun oder dunkelgrau mit braunen Flecken. Das Schwanzgefieder, das bei adulten Vögeln gerade endet, läuft bei diesen spitz aus. Die Querbänderung auf der Körperunterseite ist weiß bis weiß mit einer engen dunkelbraunen Querbänderung. Subadulte Vögel ähneln den adulten bereits weitgehend, haben auf dem Kopf und am Hals jedoch noch eine feine braune Längsstrichelung.

## Verwechslungsmöglichkeiten
Der Streifenraupenfänger kann in schlechtem Licht mit den Weibchen und Jungvögeln des Mönchsraupenfängers verwechselt werden, da diese Art wie er eine quergebänderte Körperunterseite haben. Eine entfernte Ähnlichkeit besteht außerdem mit dem Hopfkuckuck (Cuculus saturatus), der eine ähnliche Gefiederfärbung hat. Dieser ist jedoch um ein Viertel größer als der Streifenraupenfänger.

## Verbreitungsgebiet und Lebensraum

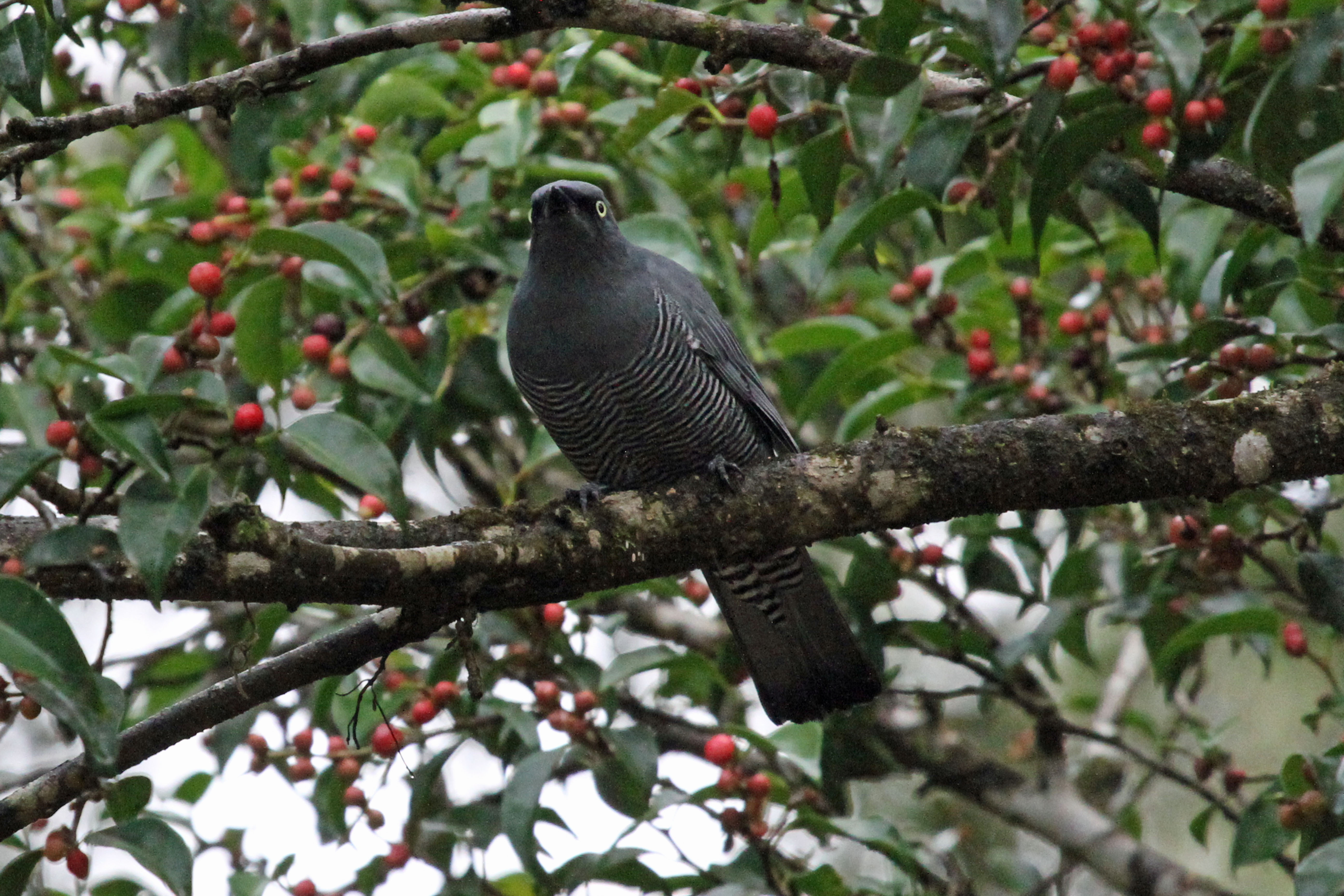
Streifenraupenfänger

Der Streifenraupenfänger kommt disjunkt auf Neuguinea vor. Er besiedelt außerdem Inseln in der Cenderawasih-Bucht, die Aru-Inseln, Inseln des Bismarck-Archipels und Bougainville. Er kommt außerdem auf Inseln der Torres-Straße vor und in Australien erstreckt sich sein gleichfalls disjunktes Verbreitungsgebiet von der Kap-York-Halbinsel im äußersten Nordosten Australiens entlang der Ostküste bis nach Sydney. Das Zugverhalten des Streifenraupenfängers ist noch nicht abschließend untersucht. Er gilt aber in seinem gesamten Verbreitungsgebiet als ein Standvogel.
Der Streifenraupenfänger kommt überwiegend im Regenwald vor. Dazu gehört im Osten des australischen Bundesstaates New South Wales auch trockenerer Monsun-Regenwald sowie subtropische Regenwälder. Er hält sich bevorzugt in der Nähe von Lichtungen, an lichteren Waldstellen sowie entlang der Randzone auf. Er wird gelegentlich auch in isoliert stehenden fruchttragenden Bäumen beobachtet, wenn sie nicht zu weit von Waldgebieten entfernt sind. Er ist dann gelegentlich sogar auch im urbanen Raum zu sehen.

## Unterarten und ihr jeweiliges Verbreitungsgebiet
Es werden insgesamt zehn Unterarten unterschieden. Mehrere Unterarten kommen auf den Inseln der Salomonen vor:
- C. l. maforensis (A. B. Meyer, 1874) – Numfor, eine der Biak-Inseln, die zu den Schouten-Inseln gehören und in der  Cenderawasih-Bucht liegt.
- C. l. axillaris (Salvadori, 1876) – Vorkommen auf der Insel Waigeo und den Aru-Inseln sowie Gebirge im Westen, Norden und Südosten von Neuguinea. Dazu zählen unter anderem Gebirge der Vogelkop- und der Huon-Halbinsel, ein Fund stammt aus dem Fojagebirge.
- C. l. sublineata (P. L. Sclater, 1879) – Die Inseln Neubritannien, Neuirland und Duportail des Bismarck-Archipels.
- C. l. nigrifrons (Tristram, 1892) – Nördliche Salomonen-inseln (Buka, Bougainville, Choiseul, Santa Isabel).
- C. l. ombriosa (Rothschild & E. J. O. Hartert, 1905) – Zentrale Salomoneninseln (Kolombangara, New Georgia, Rendova und weitere kleinere Inseln).
- C. l. pusilla (E. P. Ramsay, 1879) – Guadalcanal (Süden der Salomonen).
- C. l. malaitae Mayr, 1931 – Malaita (Süden der Salomonen).
- C. l. makirae Mayr, 1935 – Makira (Südosten der Salomonen).
- C. l. gracilis Mayr, 1931 – Rennell (äußerster Süden der Salomonen)
- C. l. lineata (Swainson, 1825) – Nordosten Australiens

## Lebensweise
Der Streifenraupenfänger frisst überwiegend Früchte. Wildfeigen spielen in seiner Ernährung eine besondere Rolle. Daneben frisst er außerdem Insekten. Während der Nahrungssuche ist er meistens paarweise oder kleinen Trupps zu beobachten. Sehr häufig ist er außerdem mit anderen Vogelarten vergesellschaftet. Dazu gehören der Mönchsraupenfänger und der Weißbauch-Raupenfänger sowie andere fruchtfressende Arten wie beispielsweise Zahnlaubenvogel und Schwarzohr-Laubenvogel.
Die Fortpflanzungsbiologie dieser Art ist bislang nicht abschließend untersucht. Die Brutzeit fällt im gesamten Verbreitungsgebiet jedoch in den Zeitraum von Oktober bis Anfang Februar. Das Nest wird in Bäumen errichtet und wird aus feinen Zweigen und Kasuarinen-Nadeln gebaut. Nach jetzigem Erkenntnisstand sind beide Elternvögel am Bau beteiligt. Beide Elternvögel brüten und füttern die Jungvögel groß. Die Gelegegröße beträgt ein bis zwei Eier. Legeabstand, Brutdauer und Dauer des Verbleibs der Nestlinge im Nest ist bislang nichts bekannt.

## Einzelbelege
1. 1 2 3  Higgins, Peter & Cowling: Handbook of Australian, New Zealand & Antarctic Birds: Volume 7 Boatbill to Starlings, Part A: Boatbill to Larks. S. 286.
2. 1 2   Handbook of the Birds of the World zum Streifenraupenfänger, aufgerufen am 21. Mai 2017.
3. 1 2 3  Higgins, Peter & Cowling: Handbook of Australian, New Zealand & Antarctic Birds: Volume 7 Boatbill to Starlings, Part A: Boatbill to Larks. S. 287.
4. 1 2  Higgins, Peter & Cowling: Handbook of Australian, New Zealand & Antarctic Birds: Volume 7 Boatbill to Starlings, Part A: Boatbill to Larks. S. 288.
5. ↑   Clifford B. Frith, Dawn. W. Frith: The Bowerbirds – Ptilonorhynchidae. Oxford University Press, Oxford 2004, ISBN 0-19-854844-3. S. 239
6. ↑  Higgins, Peter & Cowling: Handbook of Australian, New Zealand & Antarctic Birds: Volume 7 Boatbill to Starlings, Part A: Boatbill to Larks. S. 289.